# Хубер, Кристофер
Кри́стофер Ху́бер (нем. Cristopher Huber, известен также как Кри́стоф Ху́бер, нем. Cristoph Huber, Christoph Huber; род. XX век) — немецкий кёрлингист.
В составе мужской сборной Германии (до 1991 — сборной ФРГ) участник зимних Олимпийских игр 1988 (где кёрлинг был демонстрационным видом спорта) и двух чемпионатов мира. Двукратный чемпион Германии среди мужчин. Также участник двух чемпионатов мира среди юниоров.
Играл в основном на позиции второго.

## Достижения
- Чемпионат Германии по кёрлингу среди мужчин: золото (1990, 1991).

## Команды
| Сезон   | Четвёртый | Третий            | Второй          | Первый         | Запасной       | Тренер              | Турниры                       |
| ------- | --------- | ----------------- | --------------- | -------------- | -------------- | ------------------- | ----------------------------- |
| 1984—85 | Анди Капп | Флориан Цёргибель | Кристофер Хубер | Ульрих Шнайдер |                |                     | ЧМЮ 1985 (7 место)            |
| 1986—87 | Анди Капп | Флориан Цёргибель | Кристофер Хубер | Ульрих Шнайдер |                |                     | ЧМЮ 1987 (5 место)            |
| 1987—88 | Анди Капп | Флориан Цёргибель | Кристофер Хубер | Михаэль Шеффер | Дитер Кольб    | Родгер Густаф Шмидт | ЗОИ 1988 (демо) (7 место)     |
| 1989—90 | Анди Капп | Флориан Цёргибель | Кристофер Хубер | Ульрих Шнайдер | Михаэль Шеффер | Родгер Густаф Шмидт | ЧГМ 1990 · ЧМ 1990 (10 место) |
| 1990—91 | Анди Капп | Флориан Цёргибель | Кристофер Хубер | Ульрих Шнайдер |                |                     | ЧГМ 1991                      |
| 1990—91 | Анди Капп | Флориан Цёргибель | Кристофер Хубер | Михаэль Шеффер | Ульрих Шнайдер | Родгер Густаф Шмидт | ЧМ 1991 (7 место)             |

(скипы выделены полужирным шрифтом)